# ولسوالی چمکنی
چَمکَنی (سمکنی هم نوشته شده) (به پشتو: څمکني ولسوالۍ) یکی از ولسوالی‌های ولایت پکتیا در خاور افغانستان است. جمعیت آن در سال ۲۰۰۶ میلادی، ۵۸۵۶۹ نفر اعلام شده‌است.
برخلاف بقیه اراضی پکتیا که عموماً کوهستانی و جنگلی است ناحیۀ چمکنی و خوست آب‌وهوایی گرم و مرطوب دارد.

## منبع‌ها
1. ↑  «جمعیت‌شناسی و جمعیت ولایت پکتیا» (PDF). هیئت معاونت ملل متحد در افغانستان. وزارت احیا و انکشاف دهات افغانستان. دریافت‌شده در ۱۲-۱۲-۱۳۹۰. تاریخ وارد شده در |تاریخ بازدید= را بررسی کنید (کمک)
2. ↑  «نسخه آرشیو شده». بایگانی‌شده از اصلی در ۴ مارس ۲۰۱۶. دریافت‌شده در ۳ ژوئن ۲۰۱۳.